# Scrittura insulare

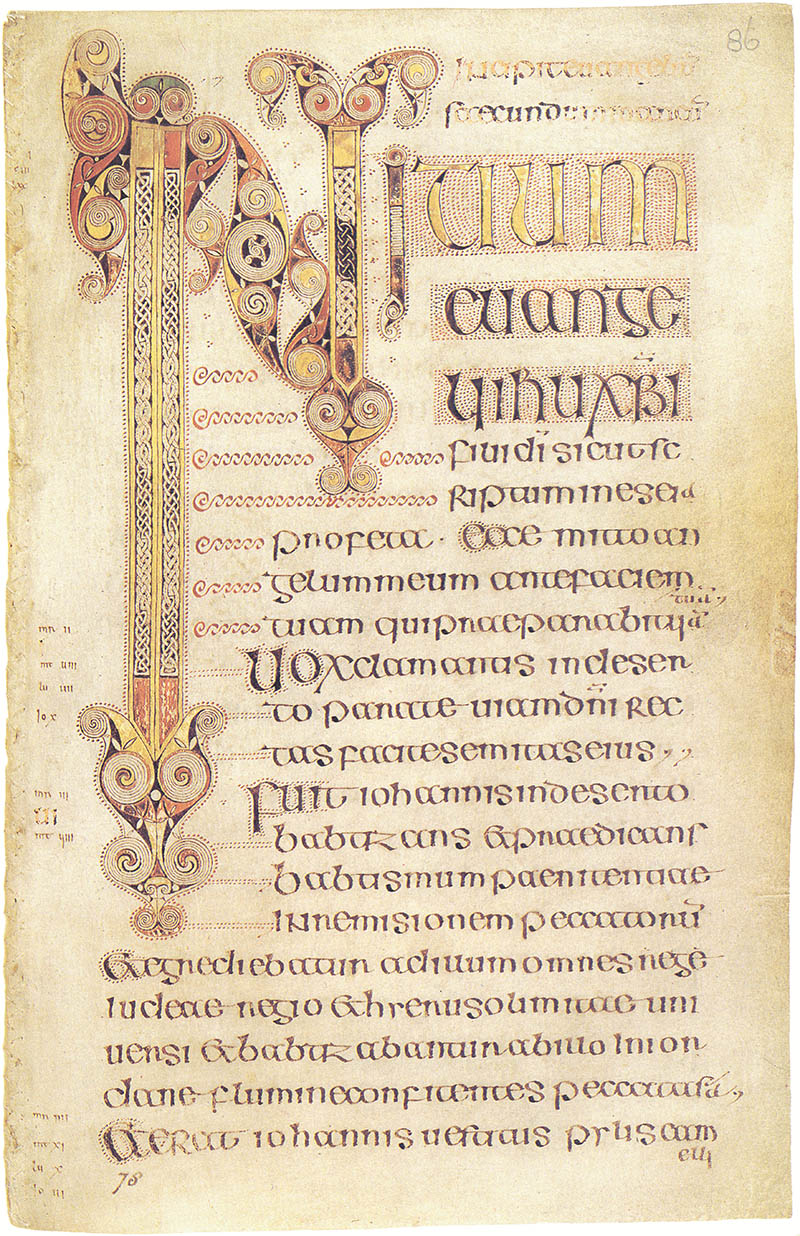
Pagina iniziale del vangelo di Marco dall'Evangeliario di Durrow.

La scrittura insulare è una grafia medievale usata in Irlanda e in Gran Bretagna (Latino: insula, "isola"). Successivamente si diffonde nell'Europa continentale dai centri sotto l'influenza del Cristianesimo Celtico. È associata con l'arte insulare, di cui abbiamo molti esempi nei manoscritti miniati.
La scrittura si sviluppò in Irlanda nel VII secolo e fu usata fino al tardo XIX secolo, anche se il periodo di maggior fioritura fu tra il 600 e l'850. È strettamente collegato con la onciale e la semionciale, che sono le scritture che l'hanno influenzata; il miglior esempio di scrittura Insulare è la maiuscola Insulare semionciale, che deriva direttamente dalla semionciale Continentale.
Gli scritti in grafia Insulare comunemente usano lettere iniziali molto grandi e circondate da punti d'inchiostro rosso (questa è una caratteristica presente in altre grafie irlandesi ed inglesi). Le lettere che seguono la lettera grande iniziale presente all'inizio del paragrafo o della sezione gradualmente diminuiscono come dimensioni seguendo le linee e la pagina finché raggiungono la dimensione normale, questo è chiamato effetto "diminuendo" ed è una innovazione propria della insulare che successivamente influenzò lo stile miniato continentale. Le lettere con aste ascendenti (come b, d, h, l, ecc.) sono scritte con la parte superiore triangolare o a forma di cuneo. L'occhiello delle lettere b, d, p e q è molto marcato. Invece la g non ha occhiello, come nella sua antecedente semionciale. Questa grafia usa molte legature ed ha molte abbreviazioni scribali particolari molte delle quali sono prestiti dalle note tironiane.

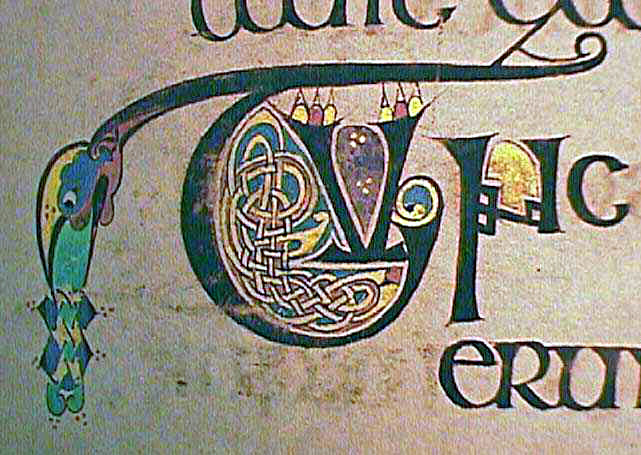
Il Libro di Kells realizzato con scrittura insulare - particolare

La scrittura insulare fu diffusa in Inghilterra dalle missioni iberno-scozzesi; in precedenza la grafia onciale era stata portata in Inghilterra da Agostino di Canterbury. L'influenza di entrambe le scritture portò alla nascita di una particolare (e separata) forma di grafia inglese insulare che si presentava cinque forme: la maiuscola insulare semionciale e le minuscole ibrida insulare, la ferma, la corsiva e la corrente. I missionari irlandesi portarono questa scrittura nei monasteri da essi fondati nell'Europa Continentale, come ad esempio Bobbio. La scrittura insulare venne anche usata nei monasteri influenzati dai missionari inglesi come Fulda.
In Irlanda, la grafia insulare fu sorpassata intorno all'850 dalla scrittura tardo-celtica; in Inghilterra fu sostituita da una variante della scrittura carolina.
Questa scrittura non fu usata solo per i testi religiosi in latino ma anche per ogni altro tipo di libro incluse opere in lingua. Tra gli esempi del suo utilizzo si hanno il libro di Kells, il Cathach di san Columba, l'Ambrosiana Orosius, il frammento del vangelo (Durham Cathedral Library A. II. 10.), l'Evangeliario di Durrow e l'Evangeliario di Durham, l'Evangeliario di Echternach, l'Evangeliario di Lindisfarne, il Libro di Lichfield, l'Evangeliario di San Gallo e il Libro di Armagh.
La grafia insulare influenzò lo sviluppo della Carolingia minuscola negli scrittoria dell'impero Carolingio.
Un grande allievo della Insulare fu Julian Brown, che sviluppo il sistema di classificazione.
La lettera "tironiana et" ⁊ (identica come significato all'ampersand romano, &) è molto usata negli scritti (vale ond 'e' in Old English e agus 'e' in gaelico irlandese) ed è occasionalmente usata nei caratteri della "scrittura gaelica" moderna come prestito dalla scrittura insulare.